# ريتشل ملفين
ريتشل ملفين (بالإنجليزية: Rachel Melvin)‏ هي ممثلة أمريكية، ولدت في 9 فبراير 1985 في إلمهورست في الولايات المتحدة.

## أعمال

### أفلام
- (2014) الغبي والأغبى 2[4][5]

## وصلات خارجية
- ريتشل ملفين على موقع IMDb (الإنجليزية)
- ريتشل ملفين على موقع قاعدة بيانات الفيلم (الإنجليزية)